# The Prodigal Stranger
The Prodigal Stranger ist das zehnte Studioalbum der britischen Progressive-Rock-Band Procol Harum. Es erschien im August 1991 und war das erste Album seit 14 Jahren. Mark Brzezicki ersetzte dabei den im Oktober 1990 verstorbenen B. J. Wilson am Schlagzeug.

## Rezeption
James A. Gardner schreibt bei AllMusic, dass die Enttäuschungen, die dieses Album darstelle, durch einen Blick auf das Personal und die Texte deutlich werden würden. Schlagzeuger B.J. Wilson, ein wichtiger Architekt des Procol-Sounds, starb, bevor dieses Wiedersehen realisiert wurde. Und ein Blick auf Songtitel wie Holding On und One More Time zeige, dass der Texter Keith Reid in einem alltäglichen, konventionellen Modus schrieb; ein Hören bestätige dies. Brooker habe einfach nicht viel zu singen, obwohl er in Top-Gesangsform sei. Das Brooker-Fisher-Trower-Trio schlage auch instrumentell nicht viele Funken. Viel zu oft, insbesondere bei der häufigen Verwendung von Synthesizern anstelle von Hammond-Orgeln, könne dies jede kompetente AOR-Gruppe sein.

## Titelliste
1. The Truth Won’t Fade Away – 4:19 (Brooker, Reid, Trower)
2. Holding On – 4:18 (Brooker, Reid)
3. Man with a Mission – 4:10 (Brooker, Noble, Reid)
4. You Can’t Turn Back the Page – 4:00 (Brooker, Noble, Reid)
5. One More Time – 3:43 (Brooker, Fisher, Reid)
6. A Dream in Ev’ry Home – 4:04 (Brooker, Fisher, Reid)
7. The Hand That Rocks the Cradle – 4:07 (Brooker, Reid, Thompson)
8. The King of Hearts – 4:23 (Brooker, Noble, Reid)
9. All Our Dreams Are Sold – 5:31 (Brooker, Reid, Trower)
10. Perpetual Motion – 4:48 (Brooker, Noble, Reid)
11. Learn to Fly – 4:26 (Brooker, Fisher, Reid)
12. The Pursuit of Happiness – 4:00 (Brooker, Noble, Reid)